# Garzê-Kloster

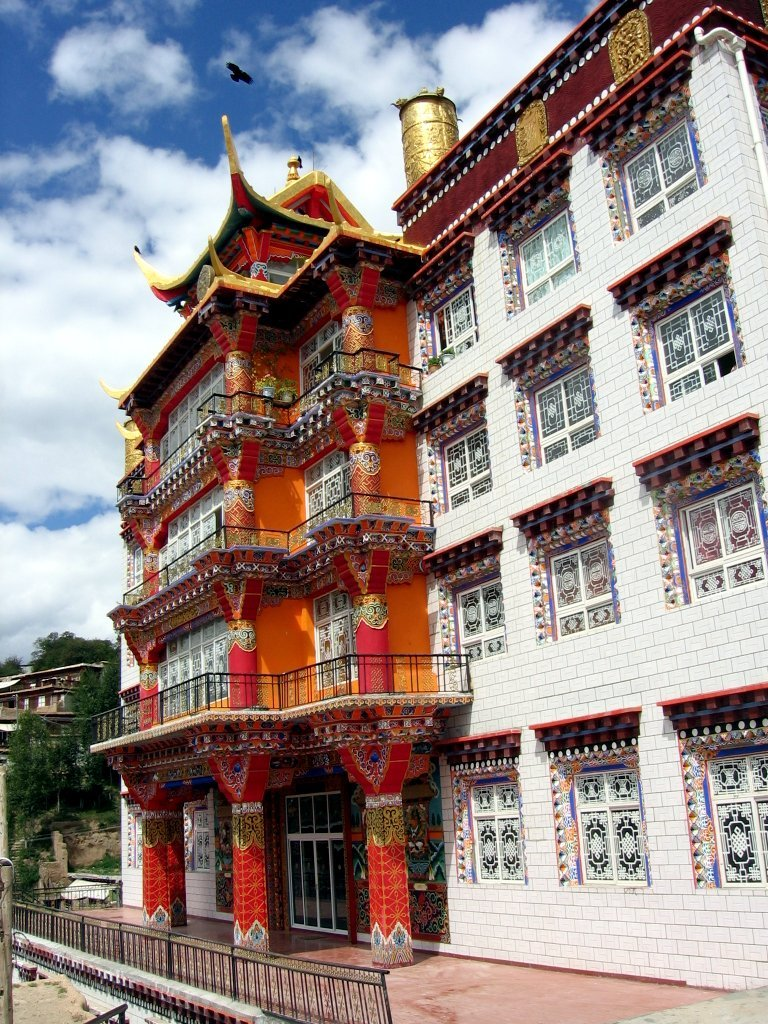
Garzê-Kloster

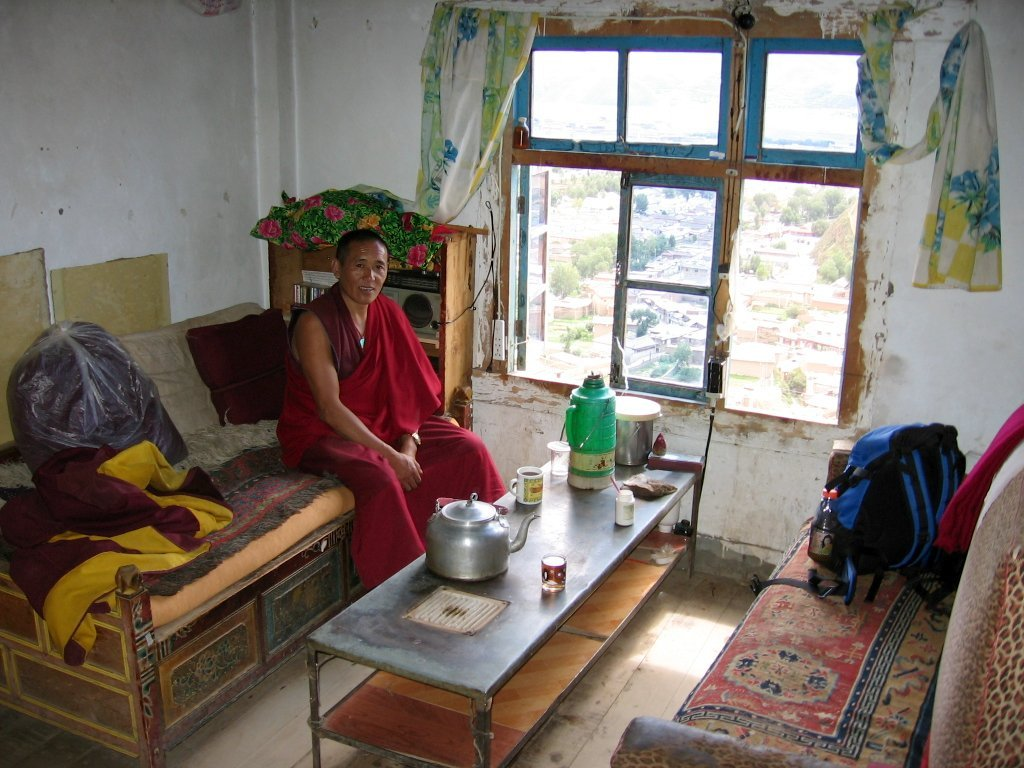
Ein Mönch in Garzê

Das Garzê-Kloster (auch: Kandze- bzw. Ganzi-Kloster oder Gönpa) befindet sich zwei Kilometer nördlich der Großgemeinde Garzê auf einer Bergkuppe in Tibet, von der aus Garzê überblickt werden kann.

## Geschichte
Das Kloster wurde etwa 1642 n. Chr. von den Khoshuud oder Qosot-Mongolen erbaut. Es überblickte deren Burgen Mazur und Khangsar. Einst waren hier 1.500 Mönche untergebracht. Damit war es mit dem Qamdo-Kloster das größte in Kham. Der Pilgerrundweg um das Kloster war damals fast acht Kilometer lang. Von 1909 bis 1918 waren die Burgen von chinesischen Truppen besetzt und sind heute Ruinen.
Das Kloster wurde seit 1981 umfangreich renoviert und beherbergt heute etwa 700 Mönche – darunter drei Trülku, von denen einer aus der Schweiz zurückkehrte und eine Mädchenschule gründete.

## Beschreibung
Der wichtigste Versammlungssaal ist ein ins Auge fallendes Gebäude mit einem goldenen Dach, von dem man einen ausgezeichneten Blick über das Tal und die nahe gelegene Stadt hat. Zu ihm führt eine lange Treppe. Im Inneren führen lange Korridore, die von roten, hölzernen Säulen gefasst sind, zum Allerheiligsten. Dort befinden sich drei Bilderreihen, die erhöht in gläsernen Vitrinen ausgestellt sind und die Gründer der Nyingmapa-, Kadampa- und Gelugpa-Traditionen darstellen. Auch gibt es eine Reihe von erlesenen Tankas, die die meditierenden Gottheiten Guhyasamaja, Chakrasamvara und Yamantaka repräsentieren.
Im Obergeschoss ist eine Bibliothek in der sich das Kangyur und alte Bilder der elf-gesichtigen Form von Avalokiteśvara sowie des großen Gelupa-Lehrers Je Tsongkhapa (1357–1419) befinden. Es gibt auch einen Gonkhang-Raum, der den oben genannten Schutzgottheiten gewidmet ist und der durch eine spektakuläre schwarz-goldene Türe erschossen wird – mit erst kürzlich gemalten Bildern der Schutzgottheiten.
Die Maitreya Halle verfügt über ein riesiges Bild von Jampa (Maitreya), dem Buddha der Zukunft, flankiert von Bildern von Shakyamuni, Tsongkhapa, Dipamkara und Sitatapatra. Im Nordosten des Klosters befindet sich auf einem Hügel ein sanierter weißer Chörten.